# Samsung Galaxy Buds Live
Samsung Galaxy Buds Live là một phiên bản tai nghe không dây Bluetooth của Samsung Electronics cho phạm vi Samsung Gear của họ. Chúng được chính thức công bố vào ngày 5 tháng 8 năm 2020 trong một sự kiện Galaxy Unpacked ảo.

## Tính năng
Galaxy Buds Live có tính năng khử tiếng ồn chủ động, hình hạt đậu và thiết kế đầu cánh. Đen, trắng, xanh lam và màu Vàng-Chrome là các biến thể màu có sẵn cho tai nghe. Tai nghe có kích thước theo chiều dọc 2,8 cm và rộng 1,3 cm trong khi vỏ sạc là 2,6 cm mảnh mai. Phần dưới của chồi nằm ngay bên trong ống tai trong khi phần sau lấp đầy phần trên của tai. Ba micrô, hai loa, để xử lý cuộc gọi hiệu quả, khử tiếng ồn và điều khiển bằng giọng nói cũng là một số tính năng khác của Galaxy Buds Live.